# Зонная структура графена
Зонная структура графена рассчитана в 1947 году в статье . На внешней оболочке атома углерода находится 4 электрона, три из которых образуют sp² гибридизированные связи с соседними атомами в решётке, а оставшийся электрон находится в 2pz состоянии (именно это состояние отвечает за образование межплоскостных связей в графите). В нашем рассмотрении он отвечает за образование энергетических зон графена.

## Вывод
В приближении сильно связанных электронов полная волновая функция всех электронов кристалла запишется в виде суммы волновых функций электронов из разных подрешёток
{\displaystyle \psi =\phi _{1}+\lambda \phi _{2},\qquad (1.1)}
где коэффициент λ — параметр, который определяется из системы уравнений (1.6). Входящие в уравнение волновые функции {\displaystyle \phi _{1}} и {\displaystyle \phi _{2}}, которые по смыслу означают амплитуды волновых функций на определённой подрешётке кристалла, запишутся в виде суммы волновых функций отдельных электронов в различных подрешётках кристалла
{\displaystyle \phi _{1}=\sum _{A}e^{2\pi i\mathbf {k} \cdot \mathbf {r} _{A}}X(\mathbf {r} -\mathbf {r} _{A}),\qquad (1.2)}
{\displaystyle \phi _{2}=\sum _{B}e^{2\pi i\mathbf {k} \cdot \mathbf {r} _{B}}X(\mathbf {r} -\mathbf {r} _{B}).\qquad (1.3)}
Здесь {\displaystyle \mathbf {r} _{A}} и {\displaystyle \mathbf {r} _{B}} — радиус-векторы направленные на узлы кристаллической решётки, а {\displaystyle X(\mathbf {r} -\mathbf {r} _{A})} и {\displaystyle X(\mathbf {r} -\mathbf {r} _{B})} — волновые функции электронов, локализованных вблизи этих узлов. В приближении сильно связанных электронов мы можем пренебречь перекрытием волновых функций соседних атомов.
{\displaystyle S_{12}=\int {X(\mathbf {r} -\mathbf {r} _{A})X(\mathbf {r} -\mathbf {r} _{B})d\mathbf {r} }=0\qquad (1.4)}
Теперь подставив в уравнение Шрёдингера {\displaystyle H\psi =E\psi } нашу волновую функцию (1.1) получим для энергетического спектра носителей и неизвестного параметра λ следующую систему уравнений
{\displaystyle H_{11}+\lambda H_{12}=ES+ES_{12}\lambda }
{\displaystyle H_{21}+\lambda H_{22}=\lambda ES+ES_{12}\qquad (1.5)}
или в матричном виде
{\displaystyle \left({\begin{array}{cc}H_{11}&H_{12}\\H_{21}&H_{22}\\\end{array}}\right)\left({\begin{array}{cc}1\\\lambda \\\end{array}}\right)=\left({\begin{array}{cc}ES&ES_{12}\\ES_{12}&ES\\\end{array}}\right)\left({\begin{array}{cc}1\\\lambda \\\end{array}}\right)\qquad (1.6)}

Рис. 1: Ближайшие атомы в окружении центрального узла (A) решётки. Красная пунктирная окружность соответствует ближайшим соседям из той же самой подрешётки кристалла (A), а зелёная окружность соответствует атомам из второй подрешётки кристалла (B).

где используются следующие обозначения для интегралов
{\displaystyle H_{jj}=\int \phi _{j}^{*}H\phi _{j}d\mathbf {r} \qquad (1.7)}
{\displaystyle H_{12}=H_{21}^{*}=\int \phi _{1}^{*}H\phi _{2}d\mathbf {r} \qquad (1.8)}
{\displaystyle S=\int \phi _{j}^{*}\phi _{j}d\mathbf {r} \qquad (1.9).}
Которую можно решить относительно E.
{\displaystyle E={\frac {1}{2S}}\left(H_{11}+H_{22}\pm {\sqrt {(H_{11}-H_{22})^{2}+4|H_{12}|^{2}}}\right)\qquad (1.9)}
Здесь можно сделать некие упрощения
{\displaystyle S=N,}
{\displaystyle H_{11}=H_{22},}
{\displaystyle H_{11}^{\,'}=H_{22}^{\,'}={\frac {1}{N}}H_{11}={\frac {1}{N}}H_{22},}
{\displaystyle H_{12}^{\,'}={\frac {1}{N}}H_{12},\qquad (1.10)}
где N — число элементарных ячеек в кристалле.
С этими равенствами мы приходим к уравнению
{\displaystyle E=H_{11}^{\,'}\pm |H_{12}^{\,'}|\qquad (1.11)}
Это уравнение мы тоже упростим, избавившись от первого слагаемого, которое соответствует некой постоянной энергии и малому изменению энергии по сравнению со вторым членом, отвечающим интегралу перекрытия волновых функций соседних атомов из той же подрешётки (A). Другими словами — взаимодействию волновой функции центрального атома с волновыми функциями атомов, расположенных на красной окружности (см. Рис. 1). Нас будет интересовать только особенность спектра связанного со вторым слагаемым, которое зависит от интегралов перекрытия ближайших атомов из разных подрешёток (A) и (B) (центральный атом и атомов на зелёной окружности). Энергетический спектр запишется в виде
{\displaystyle E=\pm |H_{12}^{\,'}|\qquad (1.12)}
Интеграл перекрытия можно представить в виде
{\displaystyle \gamma _{0}=-\int {X^{*}(\mathbf {r} -\mathbf {\rho } )HX(\mathbf {r} )d\mathbf {r} },\qquad (1.13)}
где {\displaystyle \mathbf {\rho } } — радиус-вектор направленный в позиции ближайших соседей. Для величины {\displaystyle H_{12}^{\,'}} после подставления волновых функций (1.2) и (1.3) в выражение (1.8) получим
{\displaystyle H_{12}^{\,'}={\frac {1}{N}}\sum _{A,B}{\exp {[-2\pi i\mathbf {k} \cdot (\mathbf {r} _{A}-\mathbf {r} _{B})]}\int {X^{*}(\mathbf {r} -\mathbf {r} _{A})HX(\mathbf {r} -\mathbf {r} _{B})d\mathbf {r} }}.\qquad (1.14)}
Откуда после некоторых упрощений и используя координаты для ближайших соседей (1.3) получим
{\displaystyle H_{12}^{\,'}=-\gamma _{0}\left(\exp {[-2i\pi k_{x}(a/{\sqrt {3}})]}+2\cos {\pi k_{y}a}\exp {[2i\pi k_{x}(a/{\sqrt {3}})]}\right).\qquad (1.15)}
В итоге приходим к интересующему нас энергетическому спектру вида
{\displaystyle E=\pm {\sqrt {\gamma _{0}^{2}\left(1+4\cos ^{2}{\pi k_{y}a}+4\cos {\pi k_{y}a}\cos {\pi k_{x}{\sqrt {3}}a}\right)}},\qquad (1.16)}
где знак «+» соответствует электронам, а «-» —дыркам.